# سان پاولو دی چیویتاته
سان پاولو دی چیویتاته (به ایتالیایی: San Paolo di Civitate) یک کومونه در ایتالیا است که در استان فوجا واقع شده‌است. سان پاولو دی چیویتاته ۹۰٫۷ کیلومتر مربع مساحت و ۵٬۸۳۱ نفر جمعیت دارد و ۱۶۳ متر بالاتر از سطح دریا واقع شده‌است.